# كأس أمم أوقيانوسيا 1973
كأس أوقيانوسيا للأمم 1973 (بالإنجليزية: 1973 OFC Nations Cup)‏ هو الموسم 1 من  كأس أوقيانوسيا للأمم. أقيم خلال الفترة 17 فبراير 1973 وحتى 24 فبراير 1973، وشارك فيه  5 فريقاً، وفاز فيه منتخب نيوزيلندا لكرة القدم. فاز بجائزة أفضل هداف في الدوري إرول بينيت، بإجمالي 3 هدف

## الفرق
شارك في الدوري 5 فريقاً.
| المركز | فريق                               | لعب | ف | ت | خ | له | عليه | ف.أ | نقاط | ملاحظة |
| ------ | ---------------------------------- | --- | - | - | - | -- | ---- | --- | ---- | ------ |
|        | منتخب نيوزيلندا لكرة القدم         |     |   |   |   |    |      |     |      |        |
|        | منتخب فيجي لكرة القدم              |     |   |   |   |    |      |     |      |        |
|        | منتخب كاليدونيا الجديدة لكرة القدم |     |   |   |   |    |      |     |      |        |
|        | منتخب فانواتو لكرة القدم           |     |   |   |   |    |      |     |      |        |
|        | منتخب تاهيتي لكرة القدم            |     |   |   |   |    |      |     |      |        |

## ترتيب الهدافين
| اللاعب         | النادي                             | عدد الأهداف |
| -------------- | ---------------------------------- | ----------- |
| Alan Marley ‏   | منتخب نيوزيلندا لكرة القدم         | 3           |
| إرول بينيت     | منتخب تاهيتي لكرة القدم            | 3           |
| Segin Wayewol ‏ | منتخب كاليدونيا الجديدة لكرة القدم | 3           |